# 渭水之盟
渭橋之盟是玄武门之变之后唐太宗李世民与围攻长安的东突厥颉利、突利二可汗的结盟，又称渭水之辱。
公元626年，突厥攻至距首都长安仅40里的泾阳（今陕西咸阳泾阳县），京师震动。此时，长安兵力不过数万，刚刚即位的唐太宗李世民被迫设疑兵之计，亲率高士廉、房玄龄等6骑在渭水隔河与颉利可汗对话，怒斥颉利、突利二可汗背约。于是唐朝出金帛，突厥归还中原人口，包括之前出使突厥被扣留的温彦博，双方结“渭橋之盟”，突厥兵于是退去。北宋筆記小說《唐语林》记载唐太宗“空府库”以求突厥退军，在突厥归途时派李靖伏击，夺回了财物，以及数万匹马。
之后，唐太宗励精图治，并且挑拨颉利、突利二可汗和突厥与铁勒诸部的关系。627年，东突厥内部出现分裂。反对颉利可汗的薛延陀、回纥、拔也古、同罗诸部落对其变革国俗和推行的政令不满，另立薛延陀为可汗。突利可汗也暗中与唐联络，并与颉利可汗决裂。同时东突厥又遭暴風雪蹂躪，牲畜大多被冻死饿死，突厥势力渐弱。630年，唐朝灭东突厥。